# Río Branco (Urugwaj)
Río Branco – miasto w Urugwaju, w departamencie Cerro Largo. Miasto leży nad rzeką Yaguarón, która stanowi granicę między Urugwajem a Brazylią. W 2004 roku liczyło 13456 mieszkańców.
Nazwa miasta pochodzi od barona Rio Branco – brazylijskiego dyplomaty, który zawarł z Urugwajem traktat graniczny kształtujący obecną granicę obu państw.